# Yōta Maejima
Yōta Maejima (前嶋 洋太, Maejima Yōta), né le 12 août 1997 à Yokohama au Japon, est un footballeur japonais. Il évolue au poste d'arrière droit à l'Avispa Fukuoka.

## Biographie

### Débuts professionnels
Né à Yokohama au Japon, Yōta Maejima est notamment formé par le club local du Yokohama FC. En septembre 2015, le club annonce la promotion de Maejima en équipe première à partir de la saison suivante.
Il joue son premier match en professionnel le 28 août 2016, à l'occasion d'une rencontre de coupe du Japon face au club de l'Université de Yamagata. Il entre en jeu à la place de Kosuke Onose et son équipe l'emporte par cinq buts à zéro.
Le 30 décembre 2019 est annoncé le transfert de Yōta Maejima au Mito HollyHock pour la saison 2020.
Maejima marque son premier but pour le Mito HollyHock le 2 septembre 2020 face au Tokushima Vortis. Titulaire, il ouvre le score et participe à la victoire de son équipe par deux buts à un.
Il fait son retour au Yokohama FC pour la saison 2021, où il marque son premier but pour le club lors d'une rencontre de championnat face au Shonan Bellmare le 15 mai 2021. Titulaire, il ouvre le score au bout de cinq minutes de jeu, et participe à la victoire de son équipe par deux buts à  zéro. Maejima joue régulièrement cette saison-là dans un rôle d'arrière droit très offensif, ou de "piston" dans une équipe du Yokohama FC qui joue généralement dans un système en 3-4-3.

### Avispa Fukuoka
En janvier 2022, Yōta Maejima rejoint l'Avispa Fukuoka. Le transfert est annoncé le 23 décembre 2021.
Il marque son premier but pour l'Avispa Fukuoka le 19 février 2022, lors de la première journée de la saison 2022 de J1 League contre le Júbilo Iwata. Titulaire, il ouvre le score, mais son équipe se fait rejoindre dans le temps additionnel (1-1 score final).
Après une saison 2023 avec notamment 32 matchs joués en championnat, Maejima voit son contrat à l'Avispa Fukuoka prolongé le 22 décembre 2023.